# Тичињ
Тичињ (пољ. Tyczyn) град је у Пољској у Војводству поткарпатском. По подацима из 2012. године број становника у месту је био 3602.

## Становништво
| 2012. |
| ----- |
| 3.602 |